# De paardenvallei
De paardenvallei is een stripverhaal uit de reeks van Karl May. Het verhaal is geschreven en getekend door Willy Vandersteen. De eerste albumuitgave was in 1971.

## Locaties
Dit verhaal speelt zich af op de volgende locaties:
- Wilde Westen: Paardenvallei, Indiaans Sioux-kamp, Fettermanranch, prairie

## Personages
In het verhaal spelen de volgende personages mee:
- "Dancing Gold", paardenkudde, wolvenhorde, Old Shatterhand, Winnetou, Witte Uil, Valkenoog, Lentewolk, James' partner, Jupiter (vernoemd), James, Cham Fetterman, Snelle Eekhoorn, Wacondah (vernoemd), Fettermans huurlingen, poema, Grijze Beer